# Franz von Holbein-Holbeinsberg
Franz von Holbein-Holbeinsberg (* 14. Juli 1832 Hannover; † 7. Februar 1910 Meran) war ein österreichischer Feldmarschallleutnant, geraume Zeit Leiter der Spanischen Hofreitschule und Verfasser der sogenannten „Directiven“.

## Herkunft
Der Sohn des Bühnendichters und Theaterdirektors Franz Ignaz von Holbein und der Schauspielerin Johanna Göhring entstammte einer bedeutsamen Künstlerfamilie. Zu seinen Ahnen zählten außergewöhnlich viele Künstlerpersönlichkeiten. Bekanntestes Mitglied der Familie ist der Hofmaler König Heinrichs VIII. von England, Hans Holbein der Jüngere. Franz ist zwar in Hannover geboren, doch übersiedelte die Familie bereits wenige Jahre nach der Geburt nach Wien, wo dem Vater die Direktion des Hofburgtheaters übertragen worden war. Für die schulische Ausbildung des Sohnes wählte man das Schottengymnasium auf der Freyung.

## Militärische Karriere
Der junge Franz strebte jedoch keine künstlerische Karriere wie seine Eltern an, sondern trat 1848 in die Reihen der kaiserlichen Armee ein. Hier besuchte er in Wien das Zentralequitationsinstitut, eine Ausbildungsstätte für Militärreitlehrer. 1877 wurde er Kommandant des Dragonerregiments Nr. 10.
Schon seit Beginn seiner militärischen Karriere setzte sich Holbein in außergewöhnlichem Maß mit Pferden auseinander. Sein Fachwissen, welches er sich auf dem Gebiet der Pferdekunde erworben hatte, war sicherlich der ausschlaggebende Grund, weshalb er 1878 als Präses der Remonten-Assent-Kommission Nr. 1 in Budapest (Pferdebeschaffungsstelle der Armee) installiert wurde.
Holbein war nicht nur ein Pferdekenner, sondern darüber hinaus selbst ein hervorragender Reiter. Er nahm bereits beim ersten Rennen der Campagnereiter-Gesellschaft im Jahre 1873 in Preßburg teil. Diese Gesellschaft war eigens gegründet worden, um mit einem prominenten Preisreiten das Können der Offiziere als auch der Pferde der k.u.k. Armee zu fördern. Bei der ersten Teilnahme konnte Holbein nur den vierten Platz erringen, doch drei Jahre später wurde er Erster, erhielt dafür von Kaiser Franz Joseph I. den Ehrenpreis und von der beim Rennen anwesenden Kaiserin Elisabeth eine Belobigung.
Seine Leistungen in der k. u. k. Armee führten dazu, dass er es bis zum Rang eines Feldmarschallleutnants brachte. Als solcher stellte er 1891 ein Ansuchen um Versetzung in den Ruhestand, dem stattgegeben wurde. Am Ende seiner militärischen Laufbahn wurde dem General in Anerkennung seiner Verdienste das Ritterkreuz des Leopold-Ordens verliehen.

## Holbein in Wien
Holbein genoss nun seinen Ruhestand und war Mitglied der Wiener Gesellschaft. Das Wiener Abendblatt berichtete im Nachruf wie folgt über ihn: „Holbein war eine in der Gesellschaft bekannte und ungemein beliebte Persönlichkeit.“ Seine Bekanntheit führte auch dazu, dass er auf einem Gemälde Gustav Klimts verewigt wurde: Als das alte Hofburgtheater am Michaelerplatz abgerissen werden sollte, gab man zuvor den Auftrag, das Innere des Theaters festzuhalten. Franz Matsch und Gustav Klimt wurde diese Aufgabe übertragen und als Zuschauer sollten Mitglieder der Wiener Gesellschaft dargestellt werden. Auf dem Gemälde Klimts, welches heute im Besitz des Wien Museums steht, findet sich unter den porträthaft dargestellten Personen auch der Feldmarschall-Leutnant von Holbein.

## Spanische Hofreitschule

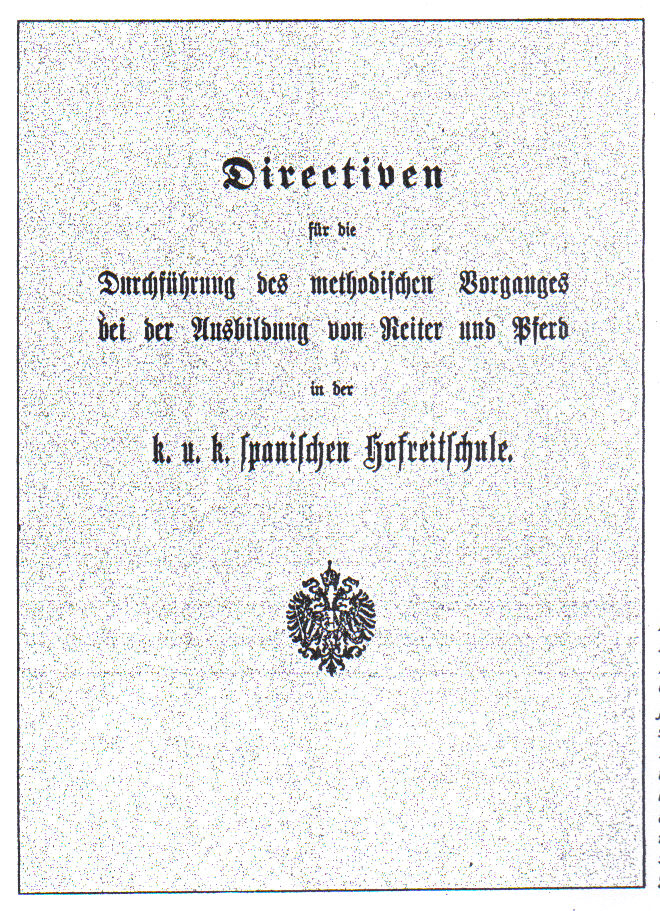
Directiven von 1898

Erst 1898, als sich Holbein bereits einige Jahre im Ruhestand befunden hatte, wurde er noch einmal für eine wichtige Aufgabe ausgewählt: Ihm wurde die Leitung der Spanischen Hofreitschule übertragen. Der Obersthofmeister von Kaiser Franz Joseph, Rudolf von Liechtenstein, war zugleich Oberststallmeister, in welcher Funktion er auch der Spanischen Hofreitschule als Leiter vorstand. Durch die Doppelbelastung konnte er wahrscheinlich nicht allen Aufgaben nachkommen und schließlich entschloss er sich Franz von Holbein-Holbeinsberg, der nach wie vor einen hervorragenden Ruf als Pferdekenner besaß, mit der Oberleitung des Instituts zu betrauen.
Noch im selben Jahr verfasste Holbein gemeinsam mit dem Oberbereiter Johann Meixner die Directiven für die Durchführung des methodischen Vorganges bei der Ausbildung von Reiter und Pferd in der k. u. k. spanischen Hofreitschule, wie der volle Titel lautet. Es handelt sich dabei um eine äußerst bedeutsame Schrift, die als einzige schriftliche Anweisung an der Spanischen Hofreitschule anzusehen ist und noch heute volle Gültigkeit besitzt. Exzellenz Holbein, wie er noch lange ehrfurchtsvoll an dem Wiener Reitinstitut genannt wurde, hat sich mit den Directiven selbst ein Denkmal gesetzt.
1901 trat er dann auf eigenen Wunsch endgültig in den Ruhestand. Aus diesem Anlass wurde ihm von Kaiser Franz Joseph die Würde eines Geheimen Rates verliehen.

## Privatleben und Freundeskreis
Nun konnte er sich ganz seinem Privatleben widmen. Er war zweimal verheiratet. Mit seiner ersten Frau Auguste von Noé-Nordberg (durch die er zum Urgroßonkel der Schauspielerin Maria Schell und ihres Bruders Maximilian Schell wurde) hatte Holbein zwar eine Tochter, die jedoch früh verstarb. Die Ehe mit seiner ersten Gattin sollte nicht halten; viele Jahre später heiratete der General erneut und zwar Ernestine Trebisch, die ihn überlebte und erst 1918 starb.
Einen ganz besonderen Stellenwert in Holbeins Leben nahm die Industriellenfamilie von Miller-Aichholz ein. Vor allem mit Victor und Olga von Miller-Aichholz verband Holbein eine lebenslange Freundschaft. Die beiden waren sehr kunstinteressiert und häufig Gastgeber berühmter Personen in ihrem Palais am Heumarkt oder im Sommerdomizil in Gmunden. Holbein machte dort Bekanntschaft mit vielen interessanten Persönlichkeiten und seine Leidenschaft, das Violinspiel, brachte ihn mit einigen Musikern in engeren Kontakt. So gab es im Hause Miller-Aichholz immer wieder Musikabende, wo Holbein mit berühmten Musikern der damaligen Zeit musizierte – so etwa mit dem berühmten Komponisten Johannes Brahms, der auf einer Korrespondenzkarte Holbeins Violinspiel sogar lobend erwähnte. Der General lernte hier aber noch viele andere Personen kennen wie etwa den Komponisten Carl Goldmark, den Geiger Joseph Joachim, den Kritiker Eduard Hanslick, den Chirurgen Theodor Billroth und den Maler Heinrich Angeli.
Eine weitere bedeutsame Familie, mit der Holbein engeren Kontakt pflegte, war das Königshaus von Hannover – hier verband ihn eine innige Freundschaft vor allem mit Königin Marie. Das Königshaus war 1866 im Krieg zwischen Österreich und Preußen auf der Seite Österreichs gestanden und musste nach der österreichischen Niederlage ins Exil gehen, da ihr Königtum von Preußen annektiert wurde. Kaiser Franz Joseph nahm die Königsfamilie auf und stellte ihr das sogenannte Schönbrunner Stöckl zur Verfügung. Später bezog die Familie in Penzing ein Palais, in welchem heute das Reinhardt-Seminar und die tschechische Botschaft untergebracht sind. Die Sommermonate verbrachte das Königshaus ebenfalls in Gmunden und hatte dort ein eigenes Anwesen, die Königinvilla. Später errichtete man das Schloss Cumberland.
Holbein hatte vermutlich bereits durch den Vater Kontakt zu dieser Familie und war dann sehr oft Gast bei Königin Marie. Diese war äußerst musikalisch, weswegen sie wie die Miller-Aichholz ebenfalls häufig Musikabende in ihrem Anwesen organisierte. Hier musizierte Holbein teilweise mit denselben Personen, die er schon von seinen Freunden Olga und Victor her kannte, er lernte darüber hinaus aber auch zahlreiche andere Persönlichkeiten kennen wie beispielsweise König Christian IX. von Dänemark oder den Sudan-Experten Slatin Pascha.

## Tod
Holbein, der die Sommermonate viele Jahre hindurch in Gmunden verbracht hatte, beschloss 1904 seinen Wintersitz von Wien nach Meran zu verlegen. Dort starb er im Jahre 1910, wurde allerdings nach Gmunden überführt, da er hier beerdigt werden wollte. Seine letzte Ruhestätte fand er am Evangelischen Friedhof in der Traunseestadt.

## Auszeichnungen
- 1873 Kriegsmedaille
- 1874 Komturkreuz des Albrechts-Ordens
- 1874 persischer Sonnen- und Löwenorden
- 1875 Offiziersdienstzeichen 3. Klasse
- 1881 Orden der Eisernen Krone III. Klasse
- 1890 Militär-Verdienstmedaille am roten Band
- 1898 Jubiläums-Erinnerungsmedaille
- 1900 Großkreuz des Dannebrog-Ordens
- 1900 Großkreuz des Takovo-Ordens
- 1901 Großkreuz des Hausordens der Wachsamkeit und vom weißen Falken
- 1908 Militär-Jubiläumskreuz